# Sankrafa
Sankrafa (arab. سنكرافة, fr. Sangrave) – miasto w południowo-zachodniej Mauretanii, w regionie Al-Barakina, w departamencie Makta al-Hadżar. Siedziba administracyjna gminy Sankrafa. W 2000 roku liczyło ok. 14,3 tys. mieszkańców.